# گاستون میشل
گاستون میشل (فرانسوی: Gaston Michel‎؛ ۱۸۵۶ – نوامبر ۱۹۲۱) هنرپیشه اهل فرانسه بود.
از فیلم‌هایی که در آن نقش داشته می‌توان به ژودکس اشاره کرد.